# Ilia Poroshkin
Ilia Evgenyevitch Poroshkin (en russe : Илья Евгеньевич Порошкин) est un fondeur russe, né le 8 août 1995. 

## Biographie
Il commence sa carrière dans les courses FIS lors de la saison 2012-2013. En 2015, il gagne le titre de champion de Russie junior du quinze kilomètres classique.
Lors de la saison 2018-2019, il monte sur ses premiers podiums dans le circuit continental de la Coupe d'Europe de l'Est, gagnant deux manches : un sprint et un quinze kilomètres libre, ainsi que le classement général. Il fait ses débuts en Coupe du monde à Cogne en février 2019, où il  marque ses premiers points avec une quatrième place sur le quinze kilomètres classique. Il remporte plus tard une médaille de bronze à l'Universiade à Krasnoïarsk sur le trente kilomètres.
En décembre 2019, engagé au relais de Lillehammer, il contribue à la victoire de son équipe (Ivan Yakimushkin, Evgeniy Belov et Sergueï Oustiougov) pour son premier succès dans la Coupe du monde. 
Il signe son deuxième top dix au Nordic Opening 2020-2021 à Ruka, où il est neuvième du quinze kilomètres classique.

## Palmarès

### Coupe du monde
- Meilleur classement général : 49e en 2021.
- Meilleur résultat individuel : 4e.
- 1 podium en relais : 1 victoire.

#### Classements détaillés
| Saison / Épreuve | Saison / Épreuve | Général | Général | Distance | Distance | Sprint | Sprint |
| ---------------- | ---------------- | ------- | ------- | -------- | -------- | ------ | ------ |
| Saison / Épreuve | Saison / Épreuve | Class.  | Points  | Class.   | Points   | Class. | Points |
| 2018-2019        | 2018-2019        | 81e     | 45      | 50e      | 45       | -      | -      |
| 2019-2020        | 2019-2020        | 80e     | 41      | 59e      | 21       | -      | -      |
| 2020-2021        | 2020-2021        | 49e     | 110     | 37e      | 78       | -      | -      |

### Universiade
- Krasnoïarsk 2019 :
  -  Médaille de bronze sur le trente kilomètres libre.

### Championnats du monde de skis à rollers
- Médaille d'argent du vingt kilomètres classique en 2019.

### Coupe d'Europe de l'Est
- Premier du classement général en 2019.
- 4 victoires.